# Въоръжени сили на Гвинея-Бисау
Народната революционна въоръжена сила на Гвинея-Бисау се състои от Армия, Военноморски сили, Военновъздушни сили и паравоенна част. Пехотните бойни формирования наброяват около 9000 войници, а паравоенната част се състои от 2000 души. ВВС разполагат с четири летателни апарата - два транспортни вертолета Ми-8 и Aérospatiale Alouette III, един свързочен самолет Cessna 337 и един транспортен Dornier Do 27. Всички формирования на НРВС са под контрола на президента.